# Parlamentswahl in Italien 1874
- Sinistra: 232
- Destra: 276

Kartographische Darstellung der Ergebnisse

Die Parlamentswahl in Italien 1874 fand am 8. November und am 15. November 1874 statt.
Die Legislaturperiode des gewählten Parlaments dauerte vom 23. November 1874 bis zum 3. Oktober 1876.

## Ergebnisse
571.939 Personen (2,1 % der Bevölkerung) besaßen das Wahlrecht. Davon beteiligten sich 318.517 (55,7 %) an der Wahl.
| Partei             | Anzahl der Stimmen | %      | Mandate |
| ------------------ | ------------------ | ------ | ------- |
| Historische Rechte | 156.784            | 53,6 % | 276     |
| Historische Linke  | 150.119            | 46,4 % | 232     |
| Insgesamt          | 306.903            | 100    | 508     |

Papst Pius IX. hatte am 10. September 1874 in der Bulle Non expedit den italienischen Katholiken verboten, an demokratischen Wahlen teilzunehmen. Dieses Verbot wurde von Pius X. vor der Wahl 1904 erstmals gelockert und 1919 aufgehoben.